# ザ・フルートカルテット
ザ・フルートカルテットは、日本のフルート奏者4人の室内楽アンサンブル。
1997年、在京オーケストラのフルート奏者4人により結成された。当時のメンバーは相澤政宏（東京交響楽団）、神田寛明（NHK交響楽団）、柴田勲（日本フィルハーモニー交響楽団）、大村友樹（東京シティ・フィルハーモニック管弦楽団）。2006年に大村が脱退後、2007年に斎藤和志（東京フィルハーモニー交響楽団）が新メンバーとして加わる。
2000年より毎年コンサートを行う他、5枚のCDをリリースしている。また、神田寛明編曲によるフルートアンサンブルの楽譜は村松楽器販売より出版されている。

## CD
- さえずり鳥ブログ（オクタヴィア・レコード）
- イタリア組曲（オクタヴィア・レコード）
- アルカディ（マイスター・ミュージック）
- ベルトミュー：猫（マイスター・ミュージック）
- よっつのふえ（コンフォート）